# Стоян Марушкин
Стоян Георгиев Марушкин е български общественик, участник в борбата за българска църковна независимост.

## Биография
Стоян Марушкин е роден около 1840 година в град Петрич, тогава в Османската империя. Учи в местното гръцко училище. Сам се научава да чете и пише на български език. Собственик е на хан в града, известен като „Марушкин хан“ или „Българския хан“. Активно участва в борбите за църковно-национална независимост и българска просвета в Петричко. В годините 1868 - 1892 е член на Петричката българска община. Съдейства за разкриването на новобългарско училище в града през 1873 година. Дълги години е председател на местното църковно-училищно настоятелство. На 20 май 1878 година, като представител на Петричката българска община, заедно с учителя Георги Урумов, подписва в Солун Мемоара до Великите сили с искане за прилагане на Санстефанския договор и неоткъсване на Македония от новосъздадената българска държава.
Дейността му предизвиква ненавистта на гъркоманска партия в Петрич. Марушкин е удушен през 1907 година в дома си, заедно с племенника си. 